# Барбара Португальська
Барбара Браганса (повне ім'я Марія Магдалена Барбара Хав'єр Леонор Тереза Антонія Жозефа де Браганса; порт. María Magdalena Bárbara Xavier Leonor Teresa Antonia Josefa de Braganza; 4 грудня 1711, Лісабон — 27 серпня 1758, Аранхуес) — португальська інфанта, королева Іспанії (у шлюбі з Фернандо VI), композиторка, меценатка.

## Життєпис

### Життя в Португалії
Барбара була старшою дитиною короля Португалії Жуана V і його дружини, ерцгерцогині Марії Анни Австрійської, дочки імператора Леопольда I. Вона була двоюрідною сестрою майбутньої імператриці Марії Терезії та Марії Жозефи Австрійської. Весілля її батьків відбулося в 1708 році і близько трьох років королева не могла завагітніти. Тоді король дав обітницю побудувати палац на славу Божу в разі народження спадкоємця престолу. У грудні 1711 року народилася перша дочка королівського подружжя і був закладений палац Мафра.
Новонароджена принцеса залишалася спадкоємницею престолу протягом року, поки її мати не народила сина. У період, коли Барбара вважалася спадкоємицею, вона носила титул принцеси Бразильської. Старший син короля, Педру, помер у віці 2-х років, але ще при його житті народився другий син, Жозе, тому Барбара більше ніколи не вважалася спадкоємицею престолу, хоча була другою в черзі на корону більшу частину свого життя.
При хрещенні принцеса отримала ім'я Марія Магдалена Барбара Хав'єр Леонор Тереза Антонія Жозефа на честь великої кількості святих і родичів, але найчастіше її ім'я скорочували до Барбара або Марія Барбара (на честь святої Барбари, чиє ім'я шанується в день народження принцеси), ім'я, досі не використовувалося в португальській королівській родині.
Барбара отримала прекрасну освіту, мала талант до музики. У 9-14 років брала уроки гри на клавесині у відомого композитора Доменіко Скарлатті.

### Життя в Іспанії

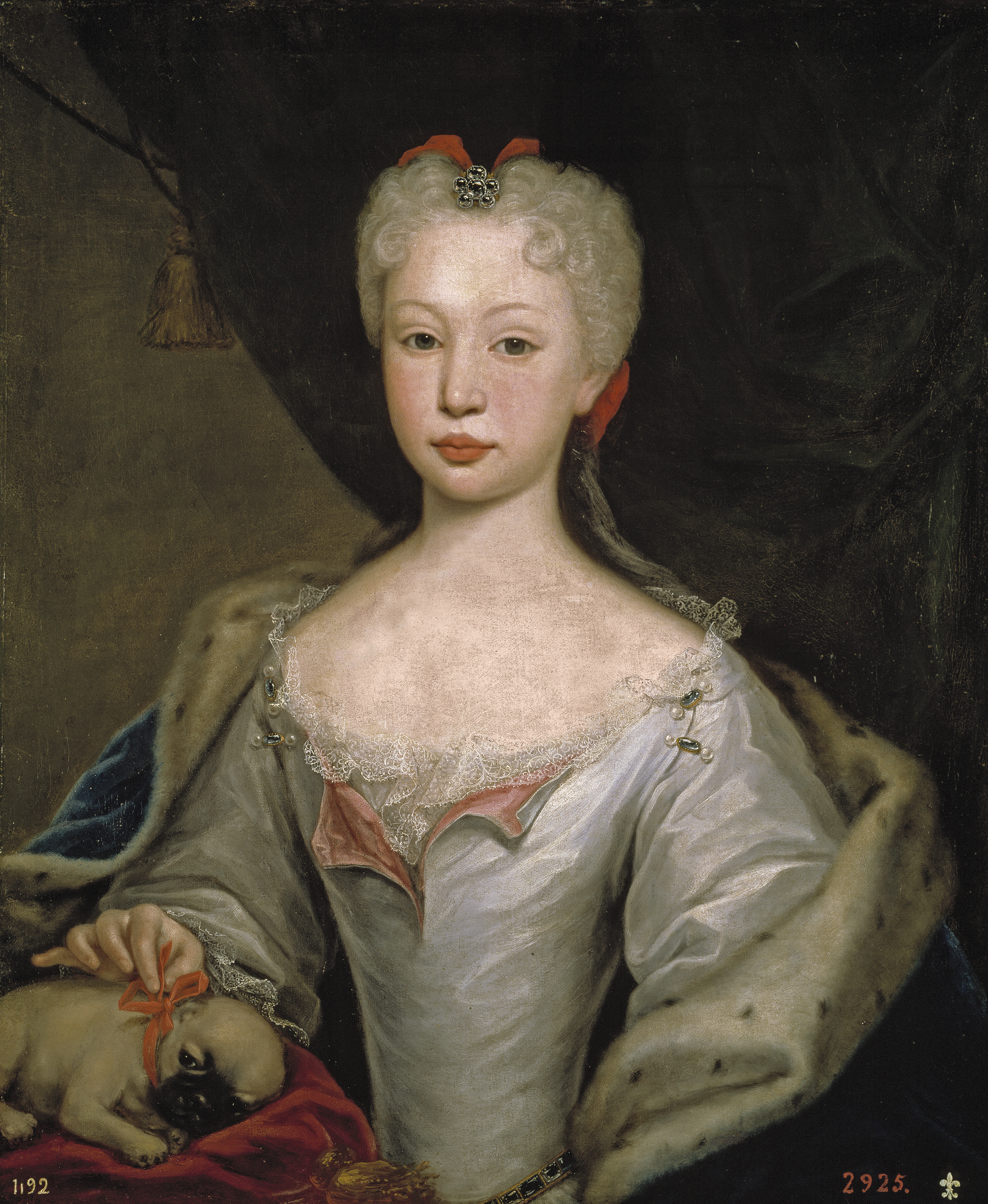
Картина Барбари Доменіка Дупро, створена у 1725 році

Португальські придворні пророкували інфанту в дружини Людовика XV. Однак у 1729 році 18-річна принцеса була видана і шлюб із 16-річним спадкоємцем іспанського трону Фернандо. Її брат Жозе одружився зі зведеною сестрою її чоловіка Маріанною Вікторією Іспанською, відкинутою раніше Людовіком XV.
Доменіко Скарлатті пішов за інфантою до Мадриду і продовжував писати музику на її честь вже при іспанському дворі. За часів правління її чоловіка королева Барбара влаштовувала пишні святкування і чудові концерти в палаці Аранхуес, який став її улюбленою резиденцією.
Хоча Барбара ніколи не вважалася красунею, її скромність з першого погляду підкорила майбутнього чоловіка, який залишався глибоко прив'язаним до неї до останнього дня. Більшу частину життя Барбара страждала астмою.
Померла в своєму улюбленому королівському палаці Аранхуес 27 серпня 1758 року. Смерть королеви стала сильним ударом для Фердинандо, який так і не оговтався від втрати дружини. Він помер наступного року.

## Офіційні титули
- 4 грудня 1711 — 19 жовтень 1712 Її Королівська Високість Принцеса Бразильська
- 19 жовтня 1712 — 20 січень 1729 Її Королівська Високість Інфанта Донна Барбара Португальська
- 20 січня 1729 — 9 липня 1746 Її Королівська Високість Принцеса Астурійська
- 9 липня 1746 — 27 серпня 1758 Її Величність Королева Іспанії